# 1742 год в музыке

## События
- 23 марта — Иоганн Себастьян Бах исполнил в лейпцигской Томаскирхе свой пассион «Страсти по Матфею» BWV 244 (BC D 3b) с некоторыми изменениями.
- 7 декабря — в Берлине премьерой оперы Карла Генриха Грауна «Цезарь и Клеопатра» открылась Королевская придворная опера.
- Йожеф Бенда, младший брат Франтишека и Иржи Бенда, присоединяется к прусскому королевскому оркестру.

## Классическая музыка
- Иоганн Себастьян Бах —
  - «Крестьянская кантата»;
  - «Хорошо темперированный клавир», том 2-й (согласно каталогу BWV в редакции Дюрра-Кобаяси) ;
  - «Искусство фуги».
- Георг Фридрих Гендель — оратория для солистов, хора и оркестра «Мессия», первое исполнение в Дублине.
- Франц Ксавер Рихтер — Kemptener Te Deum.

## Опера
- Джузеппе Каркани (итал. Giuseppe Carcani) — Demetrio.
- Карл Генрих Граун — «Цезарь и Клеопатра» (итал. Cesare e Cleopatra).
- Никколо Йомелли — «Дон Кикибио» (итал. Don Chichibio).
- Дженнаро Манна (итал. Gennaro Manna) — «Тит Манлий» (итал. Tito Manlio).

## Родились
- 8 мая — Ян Крумпхольц, чешский композитор и арфист, ученик Йозефа Гайдна (умер 19 февраля 1790).
- 19 августа — Жан Доберваль, французский балетный танцор и балетмейстер, последователь реформ Жана Жоржа Новерра, создатель комедийного балета (умер 14 февраля 1806).

Дата неизвестна — Марта Рэй (англ. Martha Ray), английская певица Георгианской эпохи (умерла 7 апреля 1779).

## Умерли
- 24 января (похоронен) — Бенедикт Антон Ауфшнайтер (нем. Benedikt Anton Aufschnaiter), австрийский композитор эпохи барокко (крещён 21 февраля 1665).
- 16 апреля — Стефано Бенедетто Паллавичино (итал. Stefano Benedetto Pallavicino), итальянский поэт и оперный либреттист, сын композитора Карло Паллавичино (родился 21 марта 1672).
- 28 июня — Ян Йожеф Игнац Брентнер (чеш. Jan Josef Ignác Brentner), чешский барочный композитор (родился 3 ноября 1689).
- 22 июля — Андреа Адами да Больсена (итал. Andrea Adami da Bolsena), итальянский музыкант и певец-кастрат, позже секретарь кардинала Оттобони (родился 30 ноября 1663).
- 12 июля — Эваристо Феличе Даль Абако, итальянский композитор, скрипач и виолончелист эпохи барокко (родился 12 июля 1675).
- 25 августа — Жозе Антониу Карлуш де Сейшаш (порт. José António Carlos de Seixas), португальский композитор и органист (родился 11 июня 1704).

Дата неизвестна — Маттео Гофрилле (итал. Matteo Goffriller)), венецианский виолончельный мастер (родился в 1659).